# Pandora Peaks
Stephanie Schick (Atlanta, Georgia; 12 de abril de 1964), más conocida como Pandora Peaks, es una actriz pornográfica retirada estadounidense de grandes senos. También ha posado para casi 100 revistas para adultos, entre otras, Playboy, Score y Gent.

## Biografía
Aparte de la pornografía, Pandora Peaks hizo un papel secundario en la película de Hollywood Striptease interpretando a "Urbanna Sprawl"(Urbanna Extiende). Además, bajo su nombre verdadero (y antes de ponerse los implantes de senos) apareció en la película de espías de 1991 Do or Die. En la década de 1990 apareció como un modelo de catálogo para trajes de baño de la firma Pango Pango, para acentuar su política de ser capaz de quedarle a cualquier mujer.
Pandora Peaks es la estrella de la película de 72 minutos epónima de Russ Meyer. Esta película no tiene diálogos, sólo son escenas de ella desvistiéndose, vistiéndose y caminando. Cuenta con narración de Pandora y de Russ Meyer. Lanzada en 2001, fue la última película de Meyer.
CybOrgasMatrix, una "anatómicamente correcta y robóticamente accionable" Sex Doll fue realizada a partir de un molde de tamaño real de su cuerpo.

## Filmografía
Como Actriz:
- Return of the Ultra Vixens (2001)... Pandora Peaks
- Titty Mania 7 (2001)
- Striptease (1996)... Urbanna Sprawl
- On Location in Palm Springs (1993)
- Do or Die (1991) (como Stephanie Schick)... Atlanta Lee... o Girls, Games and Guns

Como Modelo:
- Pandora Peaks (2001)... como ella misma... o Russ Meyer's Pandora Peaks
- Playboy: Voluptuous Vixens II (1998)... como ella misma
- Visions and Voyeurism (1998)... como ella misma
- The Greatest Big Bust Video Ever (1997)... como ella misma
- Score Busty Covergirls Vol. 2: Pandora Peaks & L.A. Bust (1994)... como ella misma
- Big Bust Girls Around the World 16 (1992)... como ella misma